# صلح وستفاليا

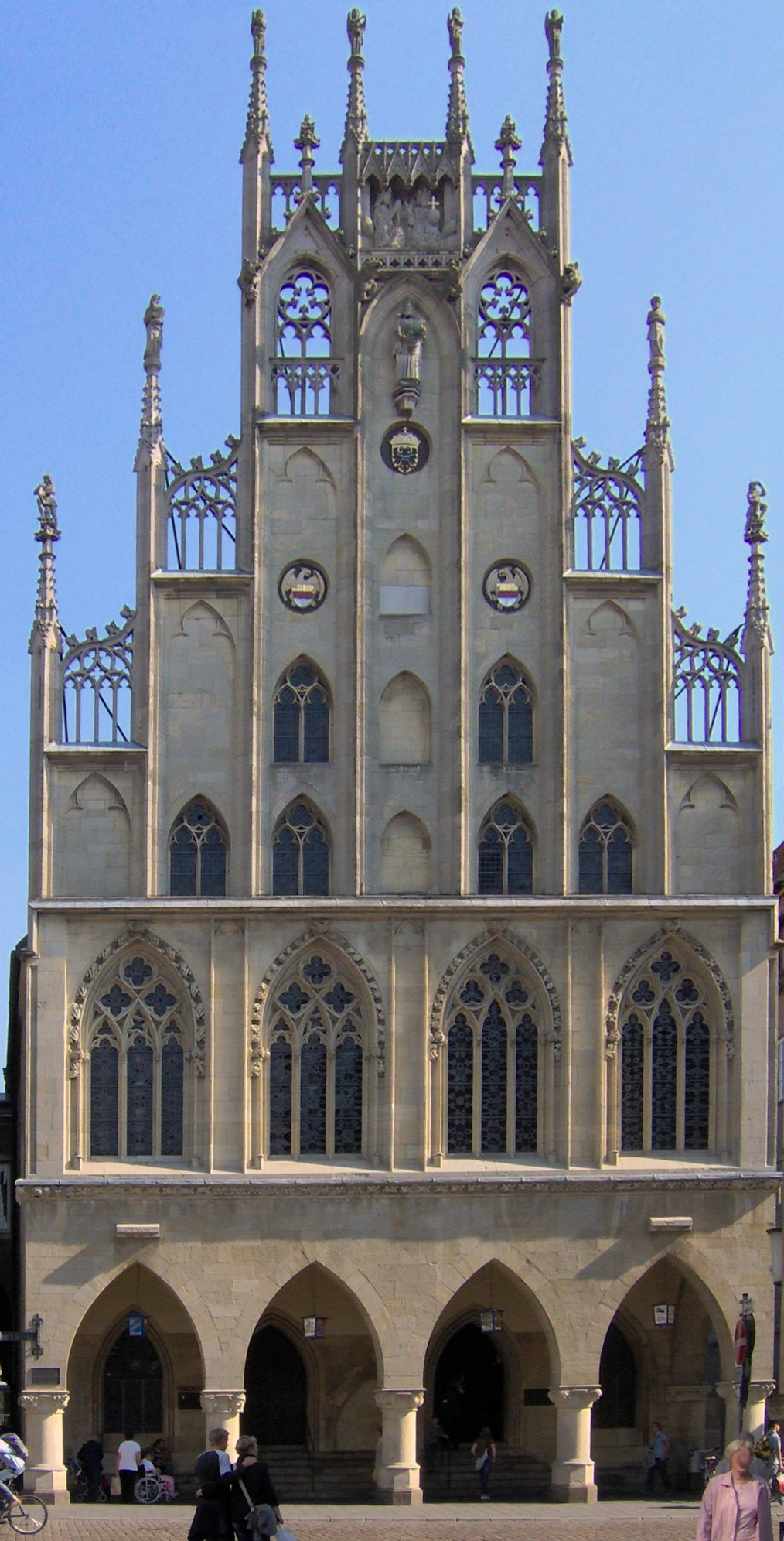
دارُ البلديّةِ في مونسترَ حيثَ جرى توقيعُ معاهدةِ سلامِ وستفالْيا.

صلحُ وستڤاليا أو سلامُ وستڤاليا (بالألمانية: Westfälischer Friede) هو اسمٌ عامٌّ يُطلقُ على معاهدتيْ السلامِ اللتيْنِ دارتِ المفاوضاتُ بشأنِهِما في كلٍّ منْ مدينتيْ أوسنابروكَ - والتي أضحتْ تلقبُ بمدينةِ السلامِ منْ بعدُ - ومونسترَ في وستڤاليا، وتمَّ التوقيعُ عليهِما في 15 مايو/أيارَ لعامِ 1648م و24 أكتوبر/تشرينَ الأولِ لعام 1648م وحُرّرّتا باللغةِ الفرنسيةِ. أنهتْ هاتانِ المعاهدتانِ حربَ الثلاثينَ عاماً في الإمبراطوريةِ الرومانيةِ المقدسةِ (وقعُتْ معظمُ مسارحِ هذهِ الحربِ في ألمانيا القديمة بحدودها ما قبل الحرب العالمية الأولى)، وحربُ الثمانينَ عاماً بينَ إسبانْيا ودولةُ المقاطعاتِ السبعِ المنخفضةِ المتحدةِ (أو فيما بعد هولنْدا). وقعَها مندوبونَ عنْ كلٍّ منْ الإمبراطورِ الرومانيِّ المقدسِ فرديناندِ الثالثِ (37-1657م) (منْ آلِ هابسبورج)، وممالكِ فرنْسا وإسبانْيا والسويدِ وجمهورية هولندا، والإماراتِ الكاثوليكيّةِ والبروتستانتيّةِ التابعةِ للإمبراطوريةِ الرومانيةِ المقدسةِ.
يُعتبرُ صلحُ وستڤاليا أولَ اتفاقيّةٍ دبلوماسيّةٍ في العصرِ الحديثِ وقدْ أرسى نظاماً جديداً في أوروبا الوُسطى والغربيّةِ مبنياً على مبدأِ سيادةِ الدولِ. أصبحتْ مقرراتُ هذا الصلح جزءاً منَ القوانينِ الدستوريّةِ للإمبراطوريةِ الرومانيةِ المقدسةِ. غالباً ما تعدُّ اتفاقيةُ البرينيه الموقّعةُ سنةَ 1659م بينَ فرنْسا وإسبانْيا جزءًا متمّّماً للاتفاقِيّاتِ العامّةِ المعروفةِ بصلحِ وستڤاليا.

## الخلفيةُالتاريخيةُ

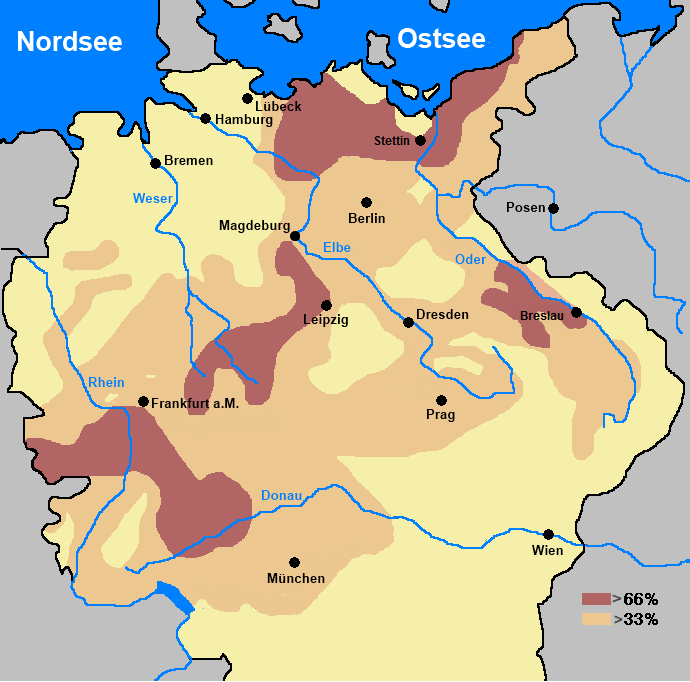
انخفاضُ عديدِ السكانِ في الإمبراطوريةِ الرومانيةِ المقدسةِ نتيجةً لحربِ الثلاثين عاماً بسببِ كثرةِ القتِلى، أو لهجرةِ الناسِ فراراً بأرواحهم ودينهمْ. (البني الداكن: أكثر من الثلثين، والبني الفاتح: أكثر من الثلث، والأصفر: أقل من الثلث).

غدا صلح أوچسبورجَ (بالإنجليزية: Peace of Augsburg) لعامِ 1555م إرهاصاً لصلحِ وستڤاليا، لقدْ أرسى الحريةَ الدينيّةَ لأولِ مرةٍ إذْ قررَ الحقَّ باختيارِ الدينِ، ولكنهُ جاءَ قاصراً جداً، فقدْ قصرَ هذهِ الحريةَ على الحكامِ فقطْ إذ سمحَ لهمْ باختيارِ دينِهمْ، -وأيضاً- دينِ الرعيةِ التي تحت سلطانهمْ مُرسياً مبدأ «الناسُ على دينِ ملوكهمْ»، ومنْ شاءَ غيرَ ذلكَ كانَ معرضاً للاضطهادِ (وإنْ يكُ يختلفُ حسبَ سياسةِ الحاكم).
«كانَ الاتفاق [صلح أوچسبورجَ] يمثلُ قدراً ضئيلاً من التقدمِ لأنه أحلَّ الهجرةَ محلَّ الإعدام، ولكنه اقتصرَ على اللوثريّةِ والكاثوليكيّةِ... وكانَ يُنتظرُ من السكانِ أن يُغيّروا مذهبَهم إذا خلفَ حاكمٌ يدينُ بأحدِ المذهبينِ حاكماً يدينُ بالمذهبِ الآخر»
 غيرَ أنَّ صلحَ أوچسبورجَ نظرَ فقط إلى الكاثوليكيةٍ والبروتستانتيةِ-اللوثرية (نسبةً إلى مارتن لوثر (1482-1546) باعثِ حركةِ الإصلاحِ الديني) ولمْ يلحظْ سواهما في حينِ منذُ وقتهِ أصابتِ الكالڤينيةُ (مذهبُ جون كالڤن (09-1564) المبشّرِ الإصلاحيّ) انتشاراً كبيراً في ألمانيا ولكنْ لم يكنْ لها أيُّ تمثيلٍ، فضلاً عن المذاهبِ الأخرى مثلَ القائلينَ بتجديدِ العمادِ (يرونَ وجوبِ إعادةِ تعميدِ الكاثوليك من جديدٍ)، والموحّدينَ (ممن ينكرونَ ألوهيّةَ المسيح)، وكانَ الصراعُ فيما بينَ البروتستانتِ أنفسهمْ على أشدّهِ مثلما هوَ مع الكاثوليك وربما أكثر.
أدتْ عقابيلُ صلحِ أوچسبورجَ، والتطوراتُ السياسيّةُ والمصالحُ المتضاربةُ في أوروبَّا عامةً إلى حنقٍ وسخطٍ وتوتراتٍ، ففرنْسا -التي تتاخمُ معظمُ حدودِها عروشاً لآلِ هابسبورغ- والهادفةُ دوماً إلى تقليصِ نفوذِ الهابسبورچيينَ ودورِهمْ وتحالفاتِهمْ دفعتْ بوزيرها الأولِ مازارانَ -وهوَ الكاردينالُ الكاثوليكيّ- إلى دخولِ الحربِ بجانبِ البروتستانتِ، مثلما دعمتهمْ الدولةُ العثمانيّةُ لإضعافِ الإمبراطوريّةِ منافستها التقليديّةِ في وسطِ أوروبّا وشرقها، ودخلتها السويدُ طامحةً إلى ترسيخِ قدمها في الساحةِ الألمانيّةِ المجزأةِ ومنْ ثمَّ في الإمبراطوريّةِ الرومانيّةِ المقدسةِ ككل، فضلاً عن سياستها الدؤوبِ للسيطرةِ على بحرِ البلطيقِ، وكانت هولندا (المقاطعات السبع أو المقاطعات الواطئة) في ثورةٍ ضد المحتل الإسباني منذ 1570 وتحاول انتهازِ فرصةٍ لنيلِ استقلالٍ طالما كافحتْ منْ أجله، فكانتْ هذهِ بعض العواملِ التي تفاقمتْ في النهايةِ وأفضتْ إلى حربِ الثلاثينَ عاماَ (1618م-1648م)، وفظائعها، لقد كانَ مبدأً مقبولاً أن تذبحَ حاميةٌ كانتْ قد رفضتِ الاستسلامَ بعدَ استسلامها، كما كانَ مسلماً به اغتصابُ النسوةِ من قبلِ الجند.
كانت ألمانيا التي ستمثلُ الساحةَ الرئيسيّةَ لحربِ الثلاثينَ عاماَ مجزّأةً كلوحةِ الفسيفساءِ في القرنينِ السادسَ عشرَ والسابعَ عشرَ، فكان ثمة سبعُ مناطقَ إداريةٍ رئيسيةٍ، وكلٌّ منها مقسمٌ إلى عشراتِ الإماراتِ والكونتياتِ والمدنِ المستقلةِ والإقطاعياتِ التي تختلفُ في العاداتِ ونظمِ الحكمِ وحتى العملاتِ ولايجمعها غيرُ اللغةِ، ولاتعترفُ بسيّدٍ سوى الإمبراطور:
* فرانكونيا: ومنها «وُرزبرج»، وبمبرج، و«بايريت».
* باڤاريا: ومنها «ميونيخ» و«رجنزبرج»، و«سالسبرج».
* سوابيا: ومنها بادن، و«شتوتجارت»، و«أوجزبرج»، ودوقيةِ «فوتمبرج».
* الراين الأعلى: ومنها مدينةَ «فرانكفورت آم ماين»، و«كاسل»، و«درمشتاد»، و«بزبادن»، ومقاطعة «ناسو»، وإقليم «هسن»، ودوقية «اللورين»، وجزءٌ من «لاراس».
* الراين الأدنى: ومنها «وستفاليا»، و«يوليش» و«كليف»، والبالاتينات، وأسقفياتِ «كولن»، و«ترير»، و«ماينز».
* سكسونيا السفلى: ومنها «ماكلنبورج» ومدينةُ «بريمن» المستقلة، و«ماجدبورج»، ودوقيّاتُ «برونشفيج»، و«لونبرج»، و«هولشتين».
* سكسونيا العليا: ومنها «لايبزيج»، و«برلين»، ودوقية «بوميرانيا الغربية»، ومقاطعتيْ «سكسونيا»، و«براندنبورچ».
تناقصَ عديدُ سكانِ ألمانْيا والنّمسا خلالَ "حربِ الثلاثينَ" بحواليْ الثلثِ في المتوسطِ (من 21 إلى 15 مليوناً)؛ وفي مقاطعةِ «براندنبورچ» وحدها بلغتِ الخسائرُ البشريّةُ النصفَ، وفي بعضِ المناطقِ الأخرى هبطَ بنحوِ الثلثينِ (بسببِ القتلِ، وبعضُ السببِ يُعزى -بدرجةٍ أقلَّ- لهجرةِ الناسِ فراراً بأرواحهم أو بدينهمْ داخليّاً أو إلى العالمِ الجديد)، وانخفض عديدُ الذكورِ في ألمانْيا بمقدارِ النصفِ تقريباً، ولقدْ دمَّرَ الجيشُ السويديُّ وحدَهُ ألفا (2000) قلعةٍ وثمانيةَ عشرَ (18000) ألفَ قريةٍ وألفاً وخمسمئةِ (1500) مدينةٍ في ألمانْيا أيْ ثلثَ مجموعِ الحواضرِ المدينيّةِ الألمانيّةِ قاطبةً. هكذا غدتْ حالً الفعّالياتِ الاقتصاديّةِ والاجتماعيةِ وعامةِ الناسِ خراباً يباباً في معظمِ ألمانْيا، وهيَ وإنْ تكُ أقلَّ فداحةً لكنها بعيدةٌ عنْ كونها يسيرةَ في بقيةِ البلدانِ، فلمْ تكُنِ الحربُ خفيفةَ الوطأةِ على باقي الشعوبِِ ففي تشيكْيَا -مثلاً- انخفض تعدادُ السكانِ بمقدارِ الثلثِ، ومن بين 35 ألف قريةٍ في بوهيميا عامَ 1618 ثمة 29 ألفاً منها غدت مهجورةً أثناءَ الحربِ، وكذا البلدانِ التي شاركتْ في الحربِ كالأراضي الواطئةِ، وفرنْسا، وإسبانْيا، والسويدِ، والدنماركِ، والإمبراطوريةِ -بمن فيهمْ رعاياها من مختلفِ الشعوبِ كالمجرِ والسلاڤِ والتشيكِ-، والدويلاتِ الإيطاليّةِ وغيرها، وغدتْ خزائنُ الأباطرةِ والملوكِ والأمراءِ والسادةِ النبلاءِ خاويةً لا بسببِ الإنفاقِ على الحربِ وحسبُ، ولكنْ أيضاً منِ انكماشِ مواردِهمْ انكماشاً ذريعاً بفعلِ النقصِ الهائلِ في المواردِ البشريّةِ، وخرابِ البنى التحتيّةِ وانعدامِ الأمنِ واضمحلالِ الأعمالِ. يكتبُ «ويلْ ديورانتْ» في «قصةِ الحضارةِ» واصفاً ما كانَ منْ نقصٍ في أعدادِ الرجال:
«هبطتْ حربُ الثلاثينَ بسكانِ ألمانْيا منْ عشرينَ مليوناً إلى ثلاثةَ عشرَ ونصفاً منَ الملايينِ، وبعدَ عامٍ أفاقتْ التربةُ التي روتْها دماءُ البشرِ، ولكنّها ظلتْ تنتظرُ مجيءَ الرجال. كانَ ثمّةَ وفرةٌ في النساءِ وندرةٌ في الرجال. وعالجَ الأمراءُ الظافرونَ هذهِ الأزمةَ البيولوجيةَ بالعودةِ إلى تعددِ الزوجاتِ كما وردَ في العهدِ القديمِ. ففي مؤتمرِ "فرانكونيا" المنعقدِ في فبرايرَ/شباطَ 1650م بمدينةِ نورمبرچ اتخذُوا القرارَ الآتي:
 وفرضتِ الضرائبُ على النسوةِ غيرِ المتزوجات.

## أجواءُالمفاوضاتِ

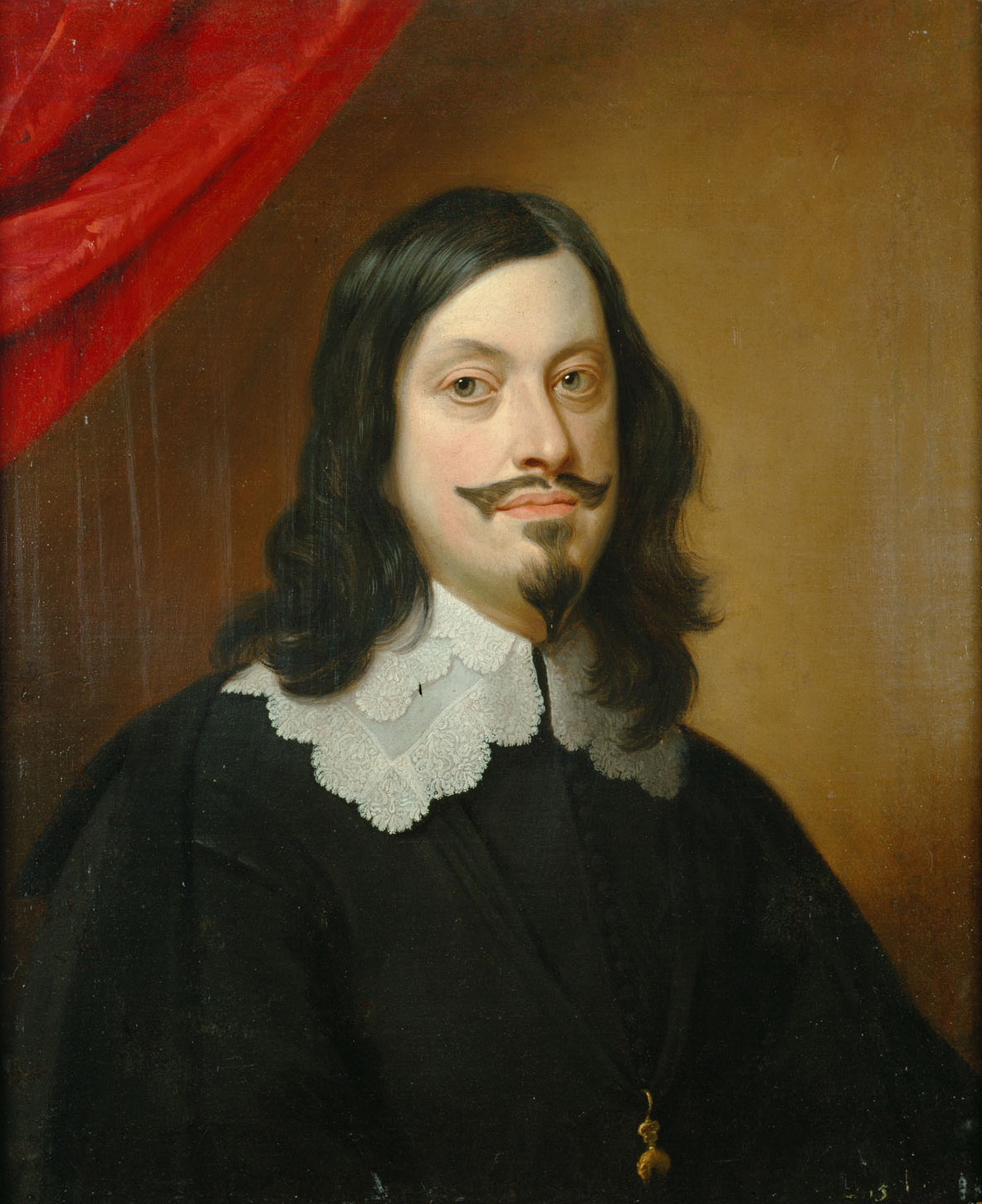
فرديناند الثالثُ (ولد 1607، حكم 1637م - 1657م) الإمبراطور الروماني المقدس بريشةِ «فان هوكه».

كانَ الحكَّامُ قدْ سئمُوا الحربَ كما عامَةُ الناسِ، وقدْ شرعُوا ودبلوماسييهمْ منذُ عام 1635م يجسّونَ النبضَ ويتحسسونَ الرأيَ منْ أجلِ إقرارِ السلامِ. في تلكمُ السنةِ اقترحَ البابا أوربانُ الثامنُ (حبريتُهُ 1623م - 1644م) عقدَ مؤتمرٍ لبحثِ الاتفاقِ على معاهدةِ صلحِ. اجتمعَ المندوبونَ للتفاوضِ في كولون (بالألمانية: Köln) لكنْ منْ غيرِ جدوى إذْ لمْ يتوصّلوا إلى نتيجةٍ، وثانيةً في هامبورچَ عامَ 1641م حيثُ ثمةَ صاغَ ممثلو فرنْسا والسويدِ والإمبراطوريّةِ اتفاقيةً مبدئيّةً لعقدِ مؤتمرٍ مزدوجٍ في وستڤاليا العامَ 1642م، ففي مونسترَ تجتمعُ وفودُ فرنْسا والإمبراطوريّةِ للتفاوضِ حولَ قضاياهما التي يتشاركانِ الاهتمامَ بها في ظلِّ وساطةِ البابا والبندقيةِ، وكذلكَ وفودُ هولندا وإسبانيا، وفي أُوسنابروكَ، على مبعدةِ ثلاثينَ ميلاً (أقلَّ منْ ستينَ كيلومتراَ) تجتمعُ وفودُ فرنْسا والإمبراطوريةِ والسويدِ لإجراءِ المفاوضاتِ بوساطةٍ منْ كريستيانَ الرابعِ ملكِ الدنمركَ. كانَ هذا الفصلُ «المَطْهر» ضروريّاً بسببِ عدمِ رغبةِ السويديينَ البروتستانتِ بالاجتماعِ تحتَ رياسةِ ممثلِ البابا، ورفضِ ممثلِ البابا أنْ يجلسَ على صعيدٍ واحدٍ معَ «الزنادقةِ». واتفقَ على حياديّةِ المدينتينِ وجعلهما منزوعتيْ السلاحِ طيلةَ فترةِ المفاوضاتِ.

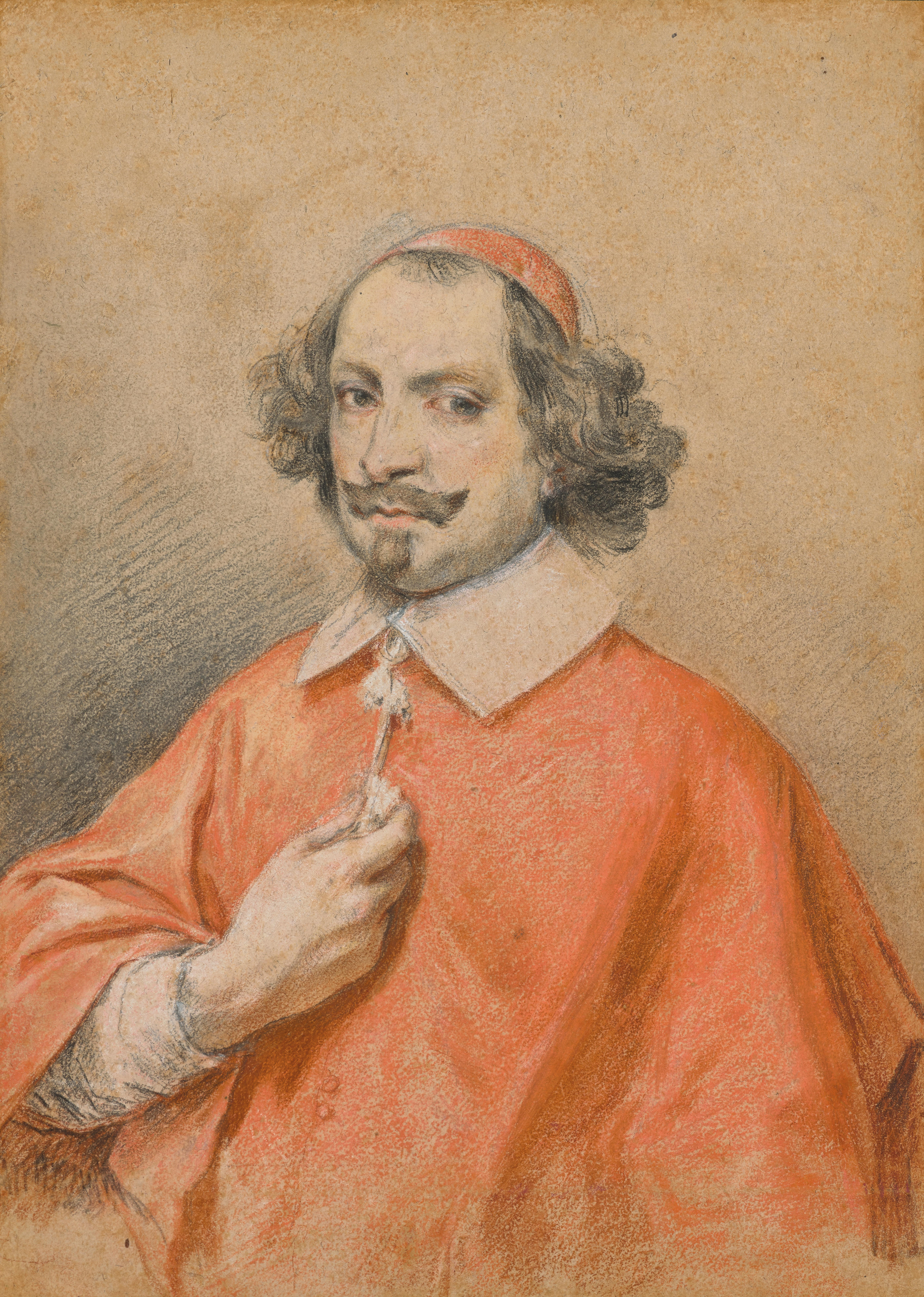
"الكاردينالُ جول مازاران" (02-1661م) وزيرُ "لويسَ الرابعَ عشرَ"، بريشةِ "سيمون فوييه" (قبلَ عامِ 1649م). تركَ بسياستهِ القديرة مملكةً مزدهرةً لمليكهِ الصغيرِ.

ونجمَ التأخيرُ عنْ إجراءاتِ الأمنِ وقواعدِ المراسمِ (البروتوكولِ)، وجاءَ انتصارُ القائدِ السويديّ «تورستنسون» في معركةِ «بريتنفيلدَ» الثانيةَ (1642) عندما وصلَ إلى بعدِ خمسةٍ وعشرينَ ميلاً من ڤيينا
 ليستحثَّ الإمبراطورَ لإعطاءِ وعدٍ بأنَّ ممثليهِ سيصلونَ في الحادي عشرَ منْ يوليو/تمّوزَ 1643م، وتلكّأ الوفدُ الفرنسيُّ فيما كانتْ فرنْسا تجري تحالفاً معَ الولاياتِ المتحدةِ الهولنديةِ في الأراضي الواطئةِ ضدَّ إسبانْيا. أخيراً افتتح مؤتمرُ وستفاليا شكليّاً في الرابعِ منْ ديسمبرَ لعامِ 1644م، وضم خمسةً وثلاثينَ ومئةَ (135) عضوٍ بمنْ فيهمْ رجالُ اللاهوتِ والفلاسفةُ.
وانقضتْ مذْ ذاكَ اليومِ ستةُ شهورٍ في تحديدِ نظامِ «المراسمِ» (البروتوكولِ) فقطْ، كحقِّ الأسبقيّةِ في دخولِ المندوبينَ إلى القاعاتِ وجلوسهمْ، وقضايا شكليّةٍ أخر. كانَ السفيرُ الفرنسيُّ يرفضُ المشاركةَ في المفاوضاتِ إلا إذا خوطبَ بلقبِ «صاحبِ الفخامةِ»، وعندما وصلَ السفيرُ الإسبانيُّ تجنبَ السفيرَ الفرنسيَّ ونأى بنفسهِ عنهُ، لأنَّ أيَاً منهما لايعترفُ للآخرِ بالأسبقيّةِ وكانَ التواصلُ بينهُما يتمُّ عن طريقِ وسيطٍ، ورفضتْ فرنْسا الاعترافَ لفيليبَ الرابعِ ملكِ إسبانبا (05–1665م) بلقبَيْ ملكِ البرتغالِ (التي كانتْ تخوضُ حربَ استقلالٍ (40-1656) عنْ إسبانيا) وأميرِ قطالونْيا (وكانتْ فرنسا تقدمُ الدعمَ للثورة القطالونْية (40-1659))، كما رفضتْ إسبانْيا الاعترافَ بلقبِ ملكِ ناڤارَ [إقليمٌ يقعُ شماليَّ إسبانيا على الحدودِ الفرنسيّةِ بينَ أراچونَ من الشرقِ، والباسكِ من الغربِ، تعودُ أصوله إلى مملكةِ ناڤارا (بالعربية «نبارّا») وهيَ التي كانتْ فرنسا تدّعي السيادةَ عليها] للملكِ الفرنسيِّ لويسَ الرابعَ عشرَ، وتنازعَ المندوبونَ السويديّونَ فيما بينِهم وأهدروا الوقتَ حتى صدرتْ إليهمُ التعليماتُ منَ الملكةِ الشابّةَ كريستينا بأنْ يصلحوا فيما بينِهمْ قبلَ أنْ يجلسوا معَ العدوِّ، وطيلةَ هذهِ المدةِ المديدةِ كانتْ الحربُ مستعرةً والرجالُ تساقُ إلى ميادينِ القتالِ لتلقى حتوفها.
وبقدرِ ما كانتْ جيوشُ هذا الفريقِ أو ذاكَ منتصرةً أو مهزومةً بقدرِ ما تلكّأتِ الوفودُ في المفاوضاتِ أو عجلّتْ بها، وشُغلَ المحامونَ أيَّما شغلٍ بإيجادِ الصعوباتِ والعراقيلِ أوِ ابتداعِ الحلولِ الوسطِ ووسائلِ التوفيقِ وفقَ الصيغِ القانونيّةِ التي تفتّقتْ عنها أذهانهمْ، يحلونَ العقدَ أو يمعنونَ في تعقيدها حسبما يرْتئِي سادتهمْ. وكانَ القادةُ الفرنسيونَ يتقدمونَ بخطىً واسعةً، ومنْ ثَمَّ فإنْ فرنْسا والسويدَ أصرّتْا كلٌّ منهما منفردةً على تمثيلِ الأمراءِ الألمانِ جميعاً في المؤتمرِ، على الرّغمِ من أنَّ معظمهمْ كانَ عقدَ الصلحَ معَ الإمبراطورِ منذُ أمدٍ طويلٍ،
 وطُلبَ إلى الزمنِ أنْ يتوقفَ حتى يرسلَ كافّةُ الناخبينَ والأمراءِ والمدنِ الإمبراطوريةِ مندوبيهمْ. ورغبةً في إضعافِ مركزِ فرنْسا، عمدتْ إسبانْيا في الثامنِ منْ ينايرَ 1648م إلى توقيعِ صلحٍ منفردٍ واعترافٍ بالاستقلالِ معَ الولاياتِ المتحدةِ الهولنديّةِ -التي كانتْ لتوّها قدْ وعدتْ فرنْسا بعدمِ الانفرادِ بالصلحٍ- ولكنَّ الهولنديينَ لمْ يكونوا ليدعوا البارقةَ التي لاحتْ لهمْ تضيعُ منْ أيديهمْ ليكسبوا بجرةِ قلمٍ ما قاتلوا من أجلهِ ثمانينَ عاماً (جرى توقيعُ جميعِ الأطرافِ على هذا الاتفاقِ لاحقاً في 15 مايو/أيار 1648). وكانَ ردُّ فرنْسا أنْ رفضتِ الصلحِ معَ إسبانْيا، وثمرتهُ أنْ تظلَّ نارُ الحربِ متقدةً بينهُما أحدَ عشرَ عاماً أخرى إلى ميعادِ اتفاقيةِ البرينيه عامَ 1659م.
وكان منَ المحتملِ جداً أنْ ينفضَّ المؤتمرُ دونما نتيجةٍ لولا اجتياحُ «تورن» لباڤاريا (بالألمانية: Freistaat Bayern))، والانتصارُ الحاسمُ للقواتِ السويديةِ والفرنسيةِ المتحالفةِ على قواتِ العصبةِ الكاثوليكيّةِ (مايو/أيارَ 1648)، وهجومُ السويدِ على براغَ في يولْيو/تمّوزَ منْ عامِ 1648م، وهزيمةِ الإسبانِ في «لنز» في الثاني منْ أغسطسَ/أبَ منَ العامِ نفسهِ، فتضافرتْ هذهِ الأحداثُ مجتمعةً على ثنيِ الإمبراطورِ وإقناعِهِ بالتوقيعِ، وبالمقابلِ أكرهتْ ثورةُ «الفروند» في فرنْسا التي اندلعتْ في يولْيو/تمّوزَ الكاردينالَ مازارانَ (بالفرنسية: Cardinal Mazarin) الوزيرُ الأولُ الفرنْسيُّ على تقديمِ بعضِ التنازلاتِ لكي يٌطلقَ يدَهُ في شنَّ الحربِ في الداخلِ. على هذا النحوِ وُقعتْ نهايةَ المطافِ معاهدتا صلحِ وستڤاليا في أوسنابروكَ ومونسترَ في الخامسَ عشرَ منْ مايو/أيارَ والرابعِ والعشرينَ منْ أكتوبرَ/تشرينَ الأولِ عامَ 1648م، واستمرتِ الدماءُ تسفكُ تسعةَ أيامٍ أخر حتى وصلَ النبأ بأنَّ الاتفاق قدِ انعقد.

## نتائجُ الصلحِ

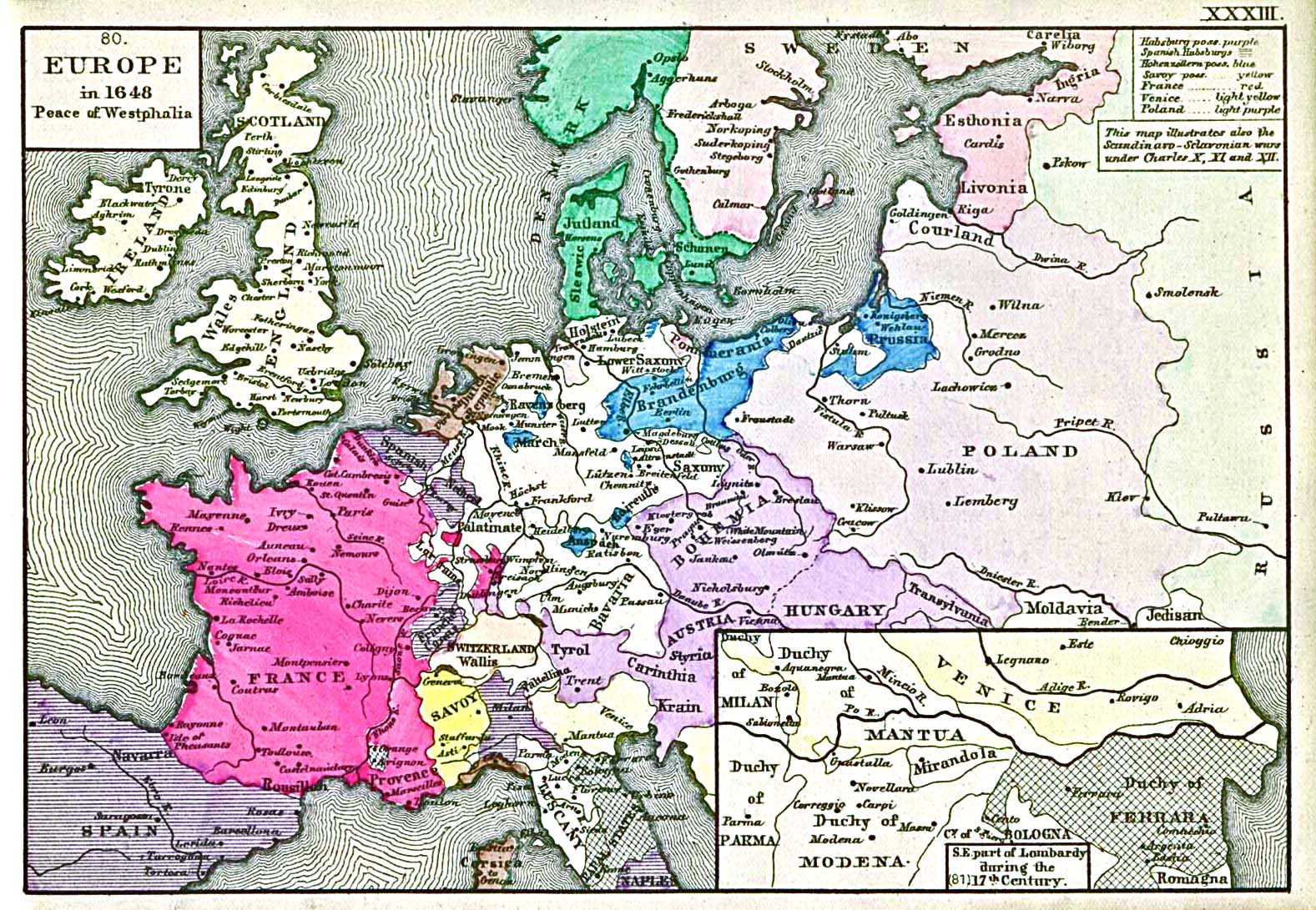
أوروبا عقب صلحِ وستفاليا. المربع السفلي يبين دويلاتِ شمال إيطاليا لوكا وبارما ومانتوفا التي تناولتها المعاهدة

تعدُّ معاهدةُ وستڤاليا ذاتَ أهميةٍ خاصةٍ في التاريخِ الأوروبيِّ الحديثِ، فهيَ أولُ معاهدةٍ نظمتْ شؤونَ أوروبا إلى حدٍّ ما، وأولُ معاهدةٍ اتخذتْ لبوساً دوليّاً، ووضعتْ حدّاً للحروبِ الدينيّةِ التي هاضتْ ألمانيا وأنهكتْ أوروبا، وأنهتْ عصرَ الإصلاحِ الديني. ولا بدَّ من القولِ إنَّ المفاوضاتِ واجهتْ من الصعوباتِ ما لمْ تواجهُه أيّة معاهدةٍ أخرى قبلَ معاهدةِ ڤرسايَ (1919)، «وأنها عملتْ على تسويةِ المطالبِ المتعارضةِ بحكمةٍ قدرَ ما سمحتِ الكراهية والغرورُ والكبرياءُ والقوّةُ والسلطة بين المجتمعينَ»
شملتِ المعاهدةُ ثلاثَةَ جوانبَ رئيسيّةً التسويةُ الدينيّةُ، والتسويةُ السياسيّةُ، والتعديلاتُ السياسيّةُ في ألمانيا،
قضتِ التسويةُ الدينيّةُ بالمساواةِ الدينيّةِ والحريّةِ في ممارسةِ الشعائرِ، واعترفَ بالكالڤينيةِ، كما اعترفَ بحقِّ كل طرفٍ بالاحتفاظِ بما تحتَ يدهِ منْ أملاكٍ حازها منذُ سنةِ 1624، فضلاً عنِ الالتزامِ ببنودِ صلحِ أوچسبورچ، وكانَ هذا مطلبَاً إمبراطوريّاً لأنه سيتيحُ إلغاءَ أيِّ مذهبٍ سوى الكاثوليكيّةِ في بوهيميا والنمسا بوصفِ الإمبراطورِ صاحبَ السيادةِ المباشرةِ عليهما. ومُنحتِ الولاياتُ البروتستانتيّةُ حقوقاً سياسيّةً كاملةً، وأضحى المجلسُ الإمبراطوريّ مكوّناً بالتساوي من كاثوليكَ وبروتستانت. لقدْ حلتْ المشكلةُ الدينيّةً لكنَّ الصلحَ كرسَ انقسامَ البلادِ إلى شمالٍ بروتستانتيٍّ وجنوبٍ كاثوليكي، كانَ الاعترافُ بالبروتستانتيّةِ على أعلى المستوياتِ السياسيّةِ في الإمبراطوريّة خاصةً وأنَّ المعاهدةَ أدرجت ضمنَ الدستور الإمبراطوري، لقد ترسختِ العلمانيّةُ السياسيّّةُ -بموجبِ المعاهدةِ- رسميّاً. وصارَ لزاماً البحثُ عنْ رابطةِ توحيدٍ أخرى تجمعُ الشعبَ المنقسمَ على ذاتهِ، وهكذا فسحَ المجالُ للقوميةِ الألمانيةِ لتثبتَ وجودها، ولم تعدِ الرابطةُ الدينيّةُ أساساً تجتمع عليهِ الأمّةُ.
أما التسويةُ السياسيّةُ فحصلتِ السويدُ على بوميرانيا الغربيّةِ وأراضي مدينة «بريمن» (بقيتْ مستقلةً لكنها خسرتْ أراضيها المجاورةَ لصالحِ السويد) وأسقفيةِ «فِرْدِنْ»، وغدا مصبّا نهريْ «الأودر» و«الإلبه» تحت سيطرتها وهما إضافةً إلى «الراينِ» و«الدانوبِ» أهم الأنهرِ الإمبراطوريّةِ. حصلتْ فرنسا على الألزاسِ باستثناءِ مدينةِ استراسبورچ، وعلى الاعترافِ بالسيادةِ على ثلاثِ أسقفيّاتٍ في «اللورينِ» هنَّ «هتز» و«تول» و«فردان» كانتْ قد استولتْ عليهنَّ عامَ 1552. اعترف ايضاً باستقلالِ هولندا واسويسرا.
وأما عنِ التعديلاتِ السياسيّةِ في ألمانيا، فحصلتْ باڤاريا على البلاتينة العليا ووسعتْ مساحتها وبدأتْ تشق طريقها صوبَ زعامةِ الولاياتِ الجنوبيةِ، وخلفتْ «بروسيا-براندنبورچ» أميرَ «ساكسونيا» على زعامةِ البروتستانتِ بعدما صارتْ تضمُّ «بوميرانيا الشرقيّةِ» ومعظمَ أراضي ماچدبورچ وعدّةَ أسقفيّاتٍ متاخمةٍ لحدودها، فغدا أميرُها أوسع الأمراءِ نفوذاً بعد الإمبراطور.

### المبادئ
- جميعُ الأطرافِ يعرفونَ سلامَ أوچسبورچ (1555) الذي قررَ الحقَّ لكل أميرٍ بتقرير دينِ مقاطعتهِ، لقد كانتِ الخياراتُ الكاثوليكيّة واللوثريّة والآنَ الكالفينيّةُ كذلك.[18]
- المسيحيّونَ الذين يعيشون في مناطقَ لاينتمون إلى كنيستها يُكفلُ لهمُ الحقُّ بممارسةِ عقيدتهم بشكلٍ خاصٍّ أو في العلنِ في الساعاتِ المخصصة.
- تُعرفُ فرنسا والسويدُ كضامنينِ للدستورِ الإمبراطوريِّ معَ حقِّ الوساطة.[19]

### التعديلاتُ المناطقية

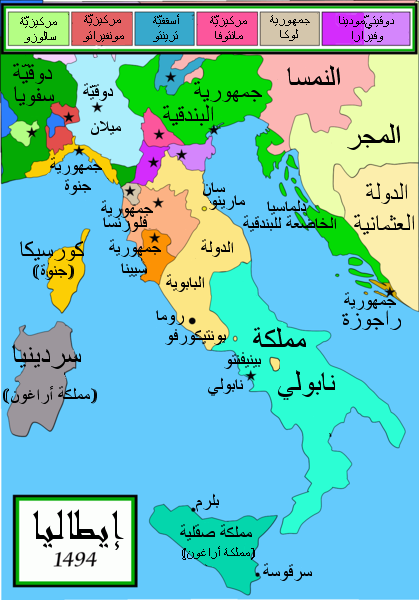
الفسيفساءُ السياسيَّةُ الإيطاليَّةُ إِبَّانَ عصرِ النهضةِ وما بعده.

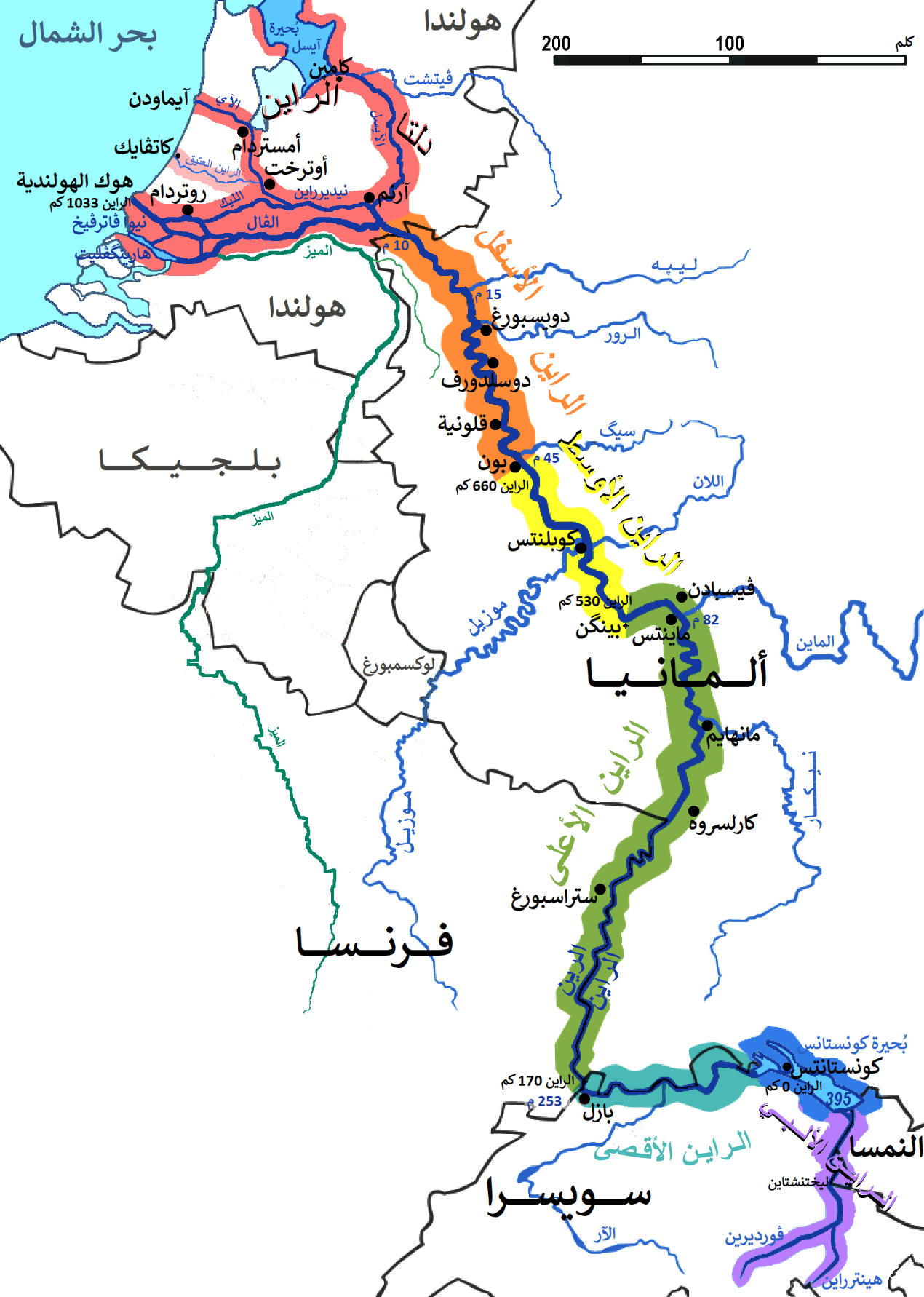
نهر الراين مع روافدِهِ، واحدُ منْ أهمِّ أنهارِ أوروبا وأهمُّ نهرٍ في ألمانيا، طولهُ 1230 كم، ومساحةُ حوضهِ (راينلاند) 252 ألفَ كم² يقع معظمها في ألمانيا.

كانَ العديدُ منْ نتائجِ الصلحِ إقراراً لأمرٍ واقعٍ قائمٍ منْ قبلُ، ولكنَّهُ مثّلَ اعترافاً دوليّاً ولا سيّما منْ قبلِ الخصوم.
أهم بنودِ المعاهدة:
1- حصلتْ سويسرا بعدَ قرونٍ متطاولةٍ منَ «استقلالِ الأمرِ الواقعِ» على اعترافٍ كدولةٍ مستقلةٍ عنِ الإمبراطوريّةِ، وكانتْ تسعى لذلك منذ القرنِ الثالثَ عشر.
2- اعترفَ رسمياً بهولندا -التي كانتْ أعلنتِ استقلالها عنْ إسبانيا عام 1581م- كدولةٍ تامَّةِ الاستقلالِ عن كلتا إسبانيا والإمبراطورية.
3- ونالتِ الدويلاتُ الإيطاليةُ: سافوي أو «سافوا»، ومانتوا أو مانتوفا، وتوسكانا، ولوكا، ومودينا، وبارما على اعترافٍ رسميٍّ دوليٍّ باستقلالها، وهيَ جميعاً عرفنَ استقلالاً فعليّاً قبلَ المعاهدة.
4- تمكنتْ فرنسا منْ فرضِ إرادتِها في كتابةِ معظمِ المعاهدةِ بتأثيرٍ منْ نجاحاتها العسكريةِ والحنكةِ الدبلوماسيّةِ لوزيرها الأولِ الكاردينالِ مازاران (الحاكمِ الفعليِّ نظراً لصغرِ سنِّ «لويسَ الرابعَ عشرَ»)، فصيغتْ معظمُ البنودِ بناءً على توجيهاتهِ، وقد كانَ لذلكَ أكبرُ الغُنمِ لفرنسا -وهيَ الِتي مولّتْ السويديينَ المنتصرينَ وفرضَ قادتها العسكريونَ وقادة السويدِ مفاوضاتِ الصلحِ فرضاً- فضمّتْ إليها أسقفياتِ متز وفردان وتول وفرانشن كونتية واللورينِ ومدنَ «الدكابول» (عشرُ مدنٍ) في الألزاسِ ماعدا أسقفيةِ ستراسبورچ، ومعظمها مناطقُ تتكلمُ الألمانيةِ.
5- استولتِ السويدَ كتعويضٍ على مقاطعةِ بوميرانيا الغربيةِ (ضمنَ بولندا حالياً) (وتعرفُ ببوميرانيا السويديةِ) ومدينةِ «ڤيزمار» وأسقفيتيْ «برمنَ» و«فيردن»، وبذلكَ تكونُ قدْ سيطرتْ على مصبّاتِ أنهارِ الأودر وإلبه و«ڤيزر»، كما حصلتْ على ثلاثةِ أصواتٍ في مجلسِ الأمراءِ في «الرايشتاچ الألماني».
6- حافظتْ باڤاريا (بالألمانية: Bayern) على وضعها كبالاتينةٍ انتخابيّةٍ مع صوتِها الانتخابيّ في المجلسِ الانتخابيّ الإمبراطوريّ (الذي ينتخب الإمبراطور الروماني المقدس). والذي مُنحتْهُ بعد الحظر على ناخب بالاتينات فريدرش الخامس عام 1623. لقد ضمّتِ البلاتيناتِ الجنوبيّةِ (أو العليا) مع صوتها الانتخابيّ كذلكَ. أما الأمير كارلُ لودفيغ ابنُ فريدرش المتوفى فأعيدتْ له البالاتيناتُ الشماليّة (أو الدنيا) وأعطيَ صوتاً انتخابيّاً (صارتِ الأصواتُ ثمانية).
7- قسّمتِ البالاتيناتُ بينَ الأمير-البالاتينيِّ المعادِ تنصيبُه كارلُ لودفيغ ابن فريدرش الخامس ووريثه والدوق-المنتخب ماكسيميليان الأول البافاري وبذلك تكون قسمت بين البروتستانت والكاثوليك. حصل كارل لودفيغ على البالاتينات السفلى على الراين وحافظ ماكسيميليان على البالاتينات العليا إلى الشمالِ من باڤاريا.
8- حصلتْ براندنبورچ-بروسيا (لاحقاً بروسيا) على بوميرانيا الشرقيّةِ وأسقفيات ماچدبورچ وهالبرستاد وكامين ومندن.
9- بالنسبةِ لحكمِ الدوقيِّاتِ المتحدة يوليتش-كليفه-برغ بعد وفاةِ الدوقِ عامَ 1609، فقد أعطيت يوليش وبرغ ورافنشتاين إلى كونت بالاتينات-نويبورچ ومنحتْ كليفه ومارك ورافنسبرغ لـ«براندنبورچ».
10- جرى الاتفاقُ على أنْ يتناوبَ على منصبِ أميرِ أسقفيّةِ «أوسنابروك» البروتستانتُ والكاثوليكُ وأن يُختارَ الأساقفةُ البروتستانتُ من آل بروانشفايغ-لونيبورغ.
11- جرى التأكيدُ على استقلاليّةِ مدينةِ «بريمن» (بالألمانية: Bremen) (وهي مدينةٌ تجاريةٌ مستقلةٌ شمالَ ألمانيا منذ زمنٍ بعيدٍ وكانتْ إحدى مدنِ «العصبة الهانزية» في العصور الوسطى)، ولكنها خسرتْ أراضيها المحيطة بها لصالحِ السويد.
احتفظتِ الإماراتُ الألمانيّةُ بما كانَ لها من حرياتٍ قبلَ الحربِ في مواجهةِ الأباطرة.
12- إزالةُ الحواجزِ أمامَ الأعمالِ التجاريّةِ والاقتصاديّةِ التي تعودُ لأيامِ الحروبِ، واتفق على حريةِ الملاحةِ بدرجةٍ ما في نهر الراين.

## نتائجُ غيرُ مباشرةٍ
وضعَ صلحُ وستفاليا حدّاً للحروبِ الدينيةِ في أوروبا ونهايةً لعصر الإصلاحِ الديني، واتخذتِ الصراعاتُ من بعدهِ صبغةً سياسيةً قوميةً. ومن عواملِ أهميةِ صلح وستفاليا أنّه شكلَ الأساسَ الذي قامتْ عليهِ العلاقاتُ الدوليةُ فيما بينَ الدولِ الأوروبيةِ إلى قيامِ الثورةِ الفرنسيةِ سنةَ 1789م.
ويُجادلُ غالباً بأنَ صلح وستڤاليا أفرزَ اعترافاً عاماً بالسيادةِ الحصريةِ لكل دولةٍ على أراضيهِا وشعبِهِا والوكلاءِ الخارجيينَ لهَا، وبالمسؤوليةِ عنِ الأعمالِ الحربيّةِ لأولئكَ المواطنينَ والوكلاء.

### الإمبراطوريةُ الرومانيّةُ المقدسةُ
وكانَ على الإمبراطورِ أنْ يقنعَ بالاعترافِ بحقوقِهِ الملكيّةِ في بوهيميا والمجرِ. ومنْ ثّمَّ اتخذتْ أرشيدوقية النمسا والمجرِ شكلها على أنها حقيقةٌ واقعةٌ في هيكلِ الإمبراطوريّةِ المقدسة. لقدِ انهارتِ اقتصاديّاتُ الإمبراطوريّةِ المعمّرةِ، من جهةٍ بسببِ نقصِ تعدادِ السكانِ وتدهورِ الفعاليّاتِ الاقتصاديّةِ أثناءَ الحربِ، ومن جهةٍ أخرى بسببِ مرورِ المنافذِ النهريّةِ الكبيرةِ في دولٍ أجنبيّةٍ مثلِ مصبّات الأودرِ والإلبِه إلى السويدِ، والراينِ إلى المقاطعاتِ المتحدة.
لقد تركتِ الحربُ وما نتجَ عنها منْ معاهدةٍ آثاراً عميقةً بالغةَ السوءِ على الإمبراطوريةِ كمؤسسةٍ سياسيّةٍ؛ فسنواتُ الحربِ المديدةُ، وما رافقها من دمارٍ على مختلفِ الأصعدةِ، وموادُّ المعاهدةِ قضتْ على جهودِ الإمبراطورِيّةِ منذ أيامِ شارلكانَ (حكم 20-1556) في توحيدِ ألمانيا سياسيّاً في ظلِّ حكمٍ مركزيٍّ قوي. لم يكُ انفصالُ دولٍ كانتْ حدوداً للإمبراطوريةِ (اسويسرا وهولندا) أمراً شديدَ الأهميّةِ لأنه كانَ واقعاً منذ زمنٍ طويل، ولكنَّ الحربَ والمعاهدةَ من بعدها عمّقتا الاستقلالَ الذاتيَّ للأمراءِ الألمانِ ممنْ أصبحَ ارتباطهم ببلاطِ ڤيينا صورياً، فقد صار لهم جيوشهم وعملاتهم وأحلافهم مع الدولِ الخارجيّةِ، بل ضد المصالح الإمبراطوريّةِ ذاتها. كان ثمة نحو مئتيْ إمارةٍ، وثلاثٍ وستينَ دويلةً يحكمها أساقفة أو رؤساءُ أديرةٍ، وإحدى وخمسينَ «مدينةً حرّةً»، ولا شكّ أن الوهنَ الذي جرته الحربُ والمعاهدة على الإمبراطوريّةِ كان حافزاً قويّاً لتلك الكياناتِ لأنْ تتخذَ سياساتها الخاصة، ليس لداعي المنافسةِ وحسبُ، بل أيضاً لملءِ الفراغ الذي أوجده ضعف السلطةِ المركزيّةِ.
وبهذا المعنى أخرّتْ معاهدةُ وستڤاليا توحيدَ ألمانيا قرنينِ من الزمنِ، وكانَ هذا في صالحِ فرنسا، ولكنْ سرعانَ ماسيظهرُ طامحونَ جددٌ لملءِ الفراغِ مثلِ حكام پروسيا-براندنبورچ الذين -بدءاً من القرنِ التالي- سيسعونَ جاهدينَ لتحدي الإمبراطورِ وتزعمِ ألمانيا، وبعد قرنين سيتمكنونَ من توحيدها.

### فرنسا
سمحتْ نتائجُ الصلحِ لاحقاً للملكِ الفرنسيِّ لويسَ الرابعَ عشرَ بالاستيلاءِ على كونتيّةِ فرانشن واللورينِ وتحقيقِ هدفِ ريشيليو -الذي كانَ الآنَ قدْ فارقَ الحياةَ (توفي 1642)- في كسرِ شوكةِ آلِ هابسبورچ ومدِّ حدودِ فرنسا، وتمكينِ وحدةِ فرنسا ودفاعِها، والإبقاءِ على فوضى الإماراتِ في الإمبراطوريّةِ، وعلى الصراعِ بينَ الأمراءِ والإمبراطورِ، وعلى النزاعِ بينَ الشمالِ البروتستانتيِّ والجنوبِ الكاثوليكيِّ، مما يحمي فرنسا من خطرِ ألمانيا موحدة. واحتلتْ أسرةُ البوربونِ مكانَ آلِ هابسبورچ بوصفِها قوةً عظمى مسيطرةً على أوروبا الغربية، وسرعانَ ما علا شأنُ لويسَ الرابعَ عشرَ (ولد 1638، حكم 1643-1715) حتى لقّبَ بالملكِ الشمسِ.

### پروسيا
للمفارقةِ التاريخيّةِ فإن فرنسا دعمتْ أسرةَ هوهنتزولِرن (بالألمانية: Hohenzollern) المالكةَ في پروسيا الناشئةِ للحصولِ على أكبرِ مكاسبَ من الصلحِ على قاعدةِ إقامةِ قوةٍ أخرى موازنةٍ ضد آلِ هابسبورچ، لقد خرجتْ بروسيا من الحربِ والمعاهدةِ أقوى طرفٍ في الإمبراطوريّةِ بعدَ الإمبراطورِ وتسلمتْ زعامةَ البروتستانتِ منْ «ساكسونيا» جارتها الجنوبية، لكنَّ التاريخَ سيخذلُ فرنسا عندما ستتحدّى «پروسيا-براندنبرج» فرنسا في عهدِ فردرش الأكبرِ (حكم 1740-1786)، وتهزمها على يد المستشار بسمارك (الحرب البروسية الفرنسية 70-1871).

### السويدُ
أقرَّ صلحُ وستڤاليا بالسيطرةِ السويديّةِ على بوميرانيا الغربيةِ (أو «بوميرانيا السويديّةِ» شمالَ غربيَّ بولونيا الحاليّةِ)، وكانتْ خطوةً هامةً في سبيلِ إتمامِ سيطرتها على البلطيقِ وهوَ ما أكدتهُ باستيلائِها لاحقاً على ليفونيا وإستونْيا وأنجريا وكاريليا وفنلنْدا، وأضحتْ في عدادِ الدول العظمى لا باعتبارها سيدةَ البلطيقِ وحسبُ (حتى مجيء القيصرِ الروسيِّ بطرسَ الأكبرِ (1672م - 1725م) فقط)، ولكن لنفوذِها الذي أرستْهُ معاهدةُ وستڤاليا في الإمبراطوريّةِ وألمانْيا.
لكنَّ استيلاءَها على بوميرانْيا الغربيّةِ أوجدَ توتراً داخلياً بصفتها دولةً محتلةً لأرضٍ ألمانيةٍ يتكلمُ سكانُها الألمانيةَ، الأمرُ الذي لمْ يلقَ ترحيباً منْ جانبِ دولةِ براندنبورغ المهتمةِ بإيجادِ منفذٍ لها إلى البحرِ، وشجعها على غزوْ بوميرانيا الغربيّةِ لاحقاً في القرنِ الثامنَ عشرَ، ولأنَّ السويدَ اتخذتْ منها -ومن المناطقِ الألمانيةِ الأخرى التي حازتها بموجبِ صلحِ وستڤاليا- رأسَ جسرٍ للتدخلِ في شؤونِ الإمبراطوريةِ، والدويلاتِ الألمانيةِ.

### سيطرةُ الكنيسةِ
الضحيّةُ الخفيّةُ للحربِ والمعاهدةِ كانتِ الكنيسةَ الكاثوليكيّةَ التي اضطرّتْ إلى التراجعِ بموجبِ هذا الصلح. أجبرتِ الكنيسةُ الكاثوليكيّةُ على أنْ تتخلى عن قرارِ إعادةِ أملاكِها الكنسيّةِ، وأن تعودَ إلى الوضعِ الذي كانتْ عليهِ ممتلكاتها في عامِ 1624م. كانَ الإمبراطورُ «فرديناند الثاني» (19-1637م) أصدرَ «مرسومَ الإعادةِ» الذي يقضي للكنيسةِ باستعادةِ جميعِ الأراضي التي فقدتها بموجبِ صلحِ أوچسبورچ (1555م)، ولكنّه عادَ عن أغلبِ بنودهِ بدءاً من عامِ 1635 ليداعبَ الولاياتِ البروتستانتيّةِ لعقدِ صلحٍ معه، أيّاً يكنْ فقدْ كانَ قراراً متعصباً لصالحِ الكنيسةِ أخافَ البروتستانتَ وأطالَ أمدَ الحربِ. ثمَّ توجبَ على الكنيسةِ أن تقرَّ للأمراءِ مرةً أخرى بأنْ يقرروا عقيدةَ رعاياهم، وبالتالي الرجوعُ بعدَ ما يقربُ من مئةِ عامٍ إلى مقرراتِ أوچسبورچ.
على كلٍّ ومهما يكُ من أمرٍ فإنَّ هذا الصلحَ مكّنَ الكنيسةَ منْ إخراجِ البروتستانتيّةِ نهائيّاً من النمسا وبوهيميا موطنِ المصلحِ التشيكيِّ الكبيرِ (السلفِ المباشرِ للوثرَ) يان هس (بالإنجليزية: Huss) (أحرقَ واثنينِ منْ أتباعهِ في «براغ» بتهمةِ الهرطقةِ عامَ 1415، وأدى ذلكَ إلى ثورةٍ عارمةٍ دفعتْ البابا إلى شنِّ حملةٍ صليبيّةٍ أدتْ إلى عقمٍ في الخصوبةِ الفكريةِ للمجتمعِ التشيكيِّ لم يبرأ منها حتى القرنِ العشرين). لقد قضي على الحركةِ الإصلاحيةِ في بعضِ المناطق، ومثال ذلك أنه لم يكن محلَّ نزاعٍ أن تقيمَ بولندا المذهبَ الكاثوليكيَّ تحتَ حكمِ السويدِ البروتستانتيّةِ بأضعافِ ما كانَ عليهِ الأمرُ قبلاً من زخمٍ، لكنَّ الميزةَ نفسها توفرتْ للبروتستانت عبرَ إقرارِ الحريّةِ الدينيّة، فالاعترافُ باستقلالِ اسويسرا أنقذَ البروتستانتية فيها بالرغم من كونها تتاخمُ بجميع حدودها دولاً كاثوليكيّةً؛ النمسا، ودويلات لومبارديا الإيطالية، وفرنسا، وباڤاريا.
ومنذ البدءِ عزَّ على ممثلِ البابا في «مونستر» التوقيعُ على المعاهدةِ ورَفَضَهَا، وفي العشرينَ (20) من نوفمبرَ/تشرينَ الأولَ (1648م) أعلنَ البابا «إنوسنت العاشرُ» (حبريته 44-1655) بنفسه: «أنها غيرُ ذاتِ قوةٍ شرعيّةٍ ملزمةٍ، ملعونةٍ وبغيضة، وليس لها أيُّ أثرٍ أو نتيجةٍ على الماضي أو الحاضرِ أو المستقبل». وتجاهلتْ أوروبا الاحتجاجَ، ومذْ ذاكَ الوقتِ لم تعدِ البابويّةُ قوةً سياسيّةً عظمى، وانحطَّ شأنُ الدينِ في أوروبا. والحقُّ إنَّ هذا التصريحَ وردَّ الفعلِ عليهِ كانَ علامةً فارقةً فحسب، أما العاملُ الفعليُّ فلأنَّ أوروبا كانتْ قدْ ملتْ من الحروبِ، وزرعِ الكراهةِ، والتعاملِ على أساسِ الدينِ، وخلفتِ الكنيسةَ وراءها وحيدةً تعزفُ على وترٍ واحدٍ ملتْ منه الأسماع.
ولئنْ كانتِ المعاهدةُ ثمرةَ جهودِ كاردينالٍ كاثوليكيٍّ توفّيَ (ريشيليو) وآخرَ حيٍّ (مازاران)، فإنها بالنسبةِ إلى البروتستانتِ جاءتْ في مجملها نصراً للبروتستانتيّةِ التي أنقذتْ في ألمانيا على الرغمِ منِ احتجاجِ بعضِ البروتستانتِ وخاصةً أولئكَ الذين فقدوا مساكنهمْ في بوهيميا والنمسا. لقدْ ضعفتْ في الجنوبِ وفي حوضِ الراين، ولكنها في الشمالِ قويتْ عنْ ذي قبل، واعترفتْ المعاهدةُ رسميّاً بكنيسةِ كالڤنَ أو الكنيسةِ الإصلاحيةِ الكالفنيّة، وبقيتْ خطوطُ التقسيمِ الدينيِّ التي أقرَّتْ عامَ 1648م دونما تغييرٍ جوهريِّ حتى القرنِ العشرينِ حينَ بدأ التغايرُ في معدلاتِ المواليدِ أو نسبِ التزايدِ السكانيِّ يوسّعُ من رقعةِ الكثلكةِ بطريقةٍ تدريجيّةٍ سليمة.

### نشوء الدولة الحديثة
كانت البداية الحقيقية لمنظومة الدول الحديثة في أوروبا هي صلح وستفاليا. لم تكن حرب الثلاثين مجرد معارك بين المذاهب المتصارعة، وإنما صراعاً دولياً بين الإمبراطورية الرومانية المقدسة والدول القوية ذات السيادة مثل فرنسا التي سَعت إلى ضمان حصولها على حدودٍ استراتيجية ودفاعية. قلَّص صلح وستفاليا سلطة الإمبراطورية الرومانية المقدسة ونفوذها بصورة جذرية. قُصرت السلطة السيادية لآل هابسبورج قصراً فعلياً على دوقياتهم النمساوية الموروثة وبوهيميا. ولم يعد مسموحاً للإمبراطورية أن تحشد قوات، أو تعلن الحرب، أو تقيم الصلح، أو ترفع الضرائب دون موافقة أعضاء منظومة الدول، وأصبحت الكيانات الثلاثمائة أو نحوها -التي كانت ألمانيا مقسمةً إليها دولاً حقيقية بالمعنى الحديث أي اعُترِف بها كدولٍ مستقلة ذات سيادة، ومن ثم أضحت تملك حرية تشكيلً التحالفات مع دول أخرى -ليس من داخل الإمبراطورية فحسب، بل ومن خارجها أيضاً-. إضافةً لذلك رسخ الأساس العلماني الجوهري لمنظومة الدول الجديدة رسوخاً مكيناً عندما أعلن مبدأ «دين الإقليم هو دين حاكمه» لأول مرة في أوجسبورج (1555)، ثم أكده صلح وستفاليا وامتد ليشمل الكالفينية فضلاً عن اللوثرية. ومنذئذٍ أضحت الصراعات الكبرى بين الدول في أوروبا تدور حول السلطة والأرض، وليس سعياً إلى فرض السيطرة الدينية. والدولة —الوحدة الأساسية في منظومة الدول العالمية الحديثة التي نعيش فيها— هي مفهوم سياسي وقانوني مركب ذو أهمية حيوية في دراسة العلاقات الدولية. ووفقاً للقانون الدولي تتمتع جميع الدول بشخصيةٍ قانونية، وحتى أصغر الدول وأقلها قوة وشأناً لا بد لها من استيفاء بعض المعايير الأساسية المحددة كي تنال الاعتراف بعضويتها في منظومة الدول من جانب الدول الأخرى في هذه المنظومة الدولية العالمية؛ فلا بد أن يكون لها أرض محددة، وسكان دائمون، وحكومة قادرة على الاحتفاظ بسيطرةٍ فعالةٍ على أراضيها وإقامة علاقاتٍ دوليةٍ مع الدول الأخرى. وكان هذا من أهم ماأدى إليه صلح وستفاليا من نتائج على المدى البعيد.

## نظرةٌ أخيرةٌ
ثبَّتتْ معاهدةُ وستڤاليا الوضعينِ الدينيَّ والسياسيَّ على ما هو عليه في ألمانيا وأوروبا عامةً، لقد قُضيَ على أحلامِ المصلحينَ في تقويضِ نفوذِ الكنيسةِ إلى الأبدِ مثلما فشلَ الإصلاحُ الديني المضادُّ الذي قادته الكنيسةُ في استعادةِ ما فقدته وبات على كلِّ طرفٍ الاعترافُ بالآخرِ ليحلَّ السلامُ والوئامُ من جديد. فتحقق التسامح الدينيُّ على أساسِ من التوازنِ الديني والسياسي الذي اعترفتْ بهِ المعاهدة.

ولكنْ على الرغمِ منْ أنَّ الإصلاحَ الدينيَّ قد نجا، إلا أنّهُ عانى -مع الكاثوليكيّةِ سواءً بسواءٍ- منَ التشككِ الذي شجعتْهُ بذاءةُ الجدلِ الدينيِّ، ووحشيّةُ الحربِ، وقساوةُ العقيدةِ، وتصلبُ رجالِ الدين، وأعدمَ خلالَ المعمعةِ آلافٌ منَ الساحراتِ، وبدأ الناس يرتابون في المذاهبِ التي تبشرُ بالمسيحِ وتقترفُ قتل الأخوةِ بالجملةِ، وكشفوا عنِ الدوافعِ السياسيّةِ والاقتصاديّةِ التي تستّرتْ تحتَ ستارِ الصيغِ الدينيةِ، وارتابوا في أنَّ حُكامهمْ يتمسّكونَ بعقيدةٍ حقّةٍ، أم أنها شهوةُ السلطةِ هيَ التي تتحكمُ فيهمْ، ولو أن فرديناند الثاني نجا بسلطانه المرة بعد المرة، من أجل عقيدته. وحتى في أظلم العصور الحديثة هذه ولّى كثيرٌ من الناسِ وجوهَهم شطرَ العلمِ والفلسفةِ للظفّرِ بإجاباتٍ أقلَّ اصطباغاً بحمرةِ الدّمِ من تلك التي سعتْ العقائدُ لأنْ تفرضها في عنفٍ بالغٍ، وكانَ جاليليو يفرغُ في قالبٍ مسرحيٍّ ثورةَ كوبرنيكس، وكانَ ديكارتُ يثيرُ الجدلَ حولَ كلِّ التقاليدِ وكلِّ السلطةِ، وكانَ برونو يشكو إلى أوروبا آلامهُ المبرّحةَ وهوَ يُساقُ إلى الموتِ حرقاً في جنيڤَ على يدِ أتباعِ كالڤن. لقدْ أنهى صلحُ وستڤاليا سيطرةَ اللاهوتِ على العقلِ في أوروبا، وتركَ الطريقَ إلى محاولاتِ العقلِ واجتهاداتِهِ، غيرَ معبّدٍ بعدُ، ولكنْ يمكنُ المرورُ فيه.